# Amédée de Jallais
Amédée-Jean-Baptiste de Font-Reaulx de Jallais dit Amédée de Jallais, né à Saint-Germain-en-Laye le 17 décembre 1825 et mort à Paris 10e le 31 janvier 1909, est un auteur dramatique, librettiste d'opérette et chansonnier français.

## Biographie
Fils d'un lieutenant-colonel dans les gardes du corps, il fait des études au collège Bourbon puis entre comme employé dans la compagnie d'assurance la Nationale (1845-1850), poste qu'il quittera pour se consacrer entièrement à la littérature après le succès de sa comédie Un de perdu, une de retrouvée.
Collaborateur de la Gazette des théâtres, puis du Messager des théâtres, il devient directeur du Théâtre des Délassements-Comiques (1871) puis après l'incendie de ce théâtre le 22 mai 1871, des Menus-Plaisirs. Administrateur du Théâtre Déjazet (1874-1875), secrétaire général du Théâtre de la République (1897), il a épousé en 1862 l'actrice Eudoxie Laurent.
On lui doit plus de deux cents pièces qui ont été représentées sur les plus grandes scènes parisiennes du XIXe siècle : Théâtre de la Porte-Saint-Martin, Théâtre du Vaudeville, Théâtre des Folies-Dramatiques etc.

## Œuvres
- Capitaine... de quoi ?, vaudeville en un acte, avec Xavier Eyma, 1850
- Un de perdu, une de retrouvée, comédie-vaudeville en 1 acte, 1850
- Le Colporteur, comédie-vaudeville en 2 actes, avec Henry Vannoy, 1851
- La Course aux pommes d'or, comédie-vaudeville en 1 acte, avec Frédérick Lemaître, 1851
- Les Giboulées, vaudeville en 1 acte, avec Armand-Numa Jautard, 1851
- Quand on va cueillir la noisette, vaudeville en 1 acte, avec De Kock, 1851
- Le Renard et les Raisins, comédie-vaudeville en 1 acte, avec Eyma, 1851
- Un mari tombé des nues, vaudeville en 1 acte, 1852
- Une nuit sur la scène, compte mal rendu des Nuits de la Seine, en 2 scènes, avec Charles Blondelet, 1852
- Pendant l'orage, comédie-vaudeville en 1 acte, 1852
- Le Bonhomme Dimanche, revue-féerique en 4 actes et 20 tableaux, avec Charles Potier et Jules Renard, 1853
- Le Jour de la blanchisseuse, vaudeville en 1 acte, 1853
- Un pacha dérangé, vaudeville en 1 acte, avec Gabet, 1853
- Un pistolet qui ne veut pas partir, vaudeville en 1 acte, 1853
- Allez-vous-en, gens de la noce, pochade en 1 acte, mêlée de couplets, avec Charles Gabet, 1854
- Sur la scène et dans la salle miroir des théâtres de Paris, 2 vols., 1854 (lire en ligne sur Gallica)
- Ah ! quel plaisir d'être garçon !, scène de la vie privée, 1854
- Allez aux 500 diables, imbroglio de la féerie des 500 diables, avec Cabot, 1854
- L'Alma, à-propos patriotique mêlé de couplets, en 2 tableaux, avec Adolphe Guénée, 1854
- Sous un bec de gaz, scènes de la vie nocturne, en une nuit, avec Léon Lelarge et Cabot, 1854
- Catastrophe épouvantable arrivée au puisatier Giraud et à son compagnon Jala, avec Cabot, 1854
- La Question d'Occident, à propos... de bottes... orné de cuirs et d'un pas presque espagnol, en 1 acte, avec Cadol, 1854
- La Corde du pendu, vaudeville en 2 actes, avec Charles Cabot et Édouard Cadol, 1854
- La Mauvaise Aventure d'une pauvre parfumeuse taillée en pièce pour le théâtre de la Gaîté, avec Cabot, 1854
- Jacqueline Doucette, vaudeville en 1 acte, avec Cabot, 1855
- Nicodème sur la terre, vaudeville en 1 acte, avec Cabot, 1855
- Le Médecin sans enfants, ou le don Juan de Vincennes et ce qu'on perd quand on a une paire de pères, parodie en 2 tableaux, avec Cabot, 1855
- Le Boulanger a des écus, drame-vaudeville en 3 actes, avec Thiéry, 1856
- Les Cocasseries de la danse, scène comique, 1856
- Estelle et Némorin, bucolique musicale en 1 acte, 1856
- Les Mésaventures de Mandrin, méli-méla-mélodrame, avec Cabot, 1856
- Le Guetteur de nuit, opérette-bouffe en 1 acte, avec Léon Beauvallet, 1856
- Madame Roger Bontemps, vaudeville en 1 acte, avec Clairville, 1856
- Ninon et Ninette, vaudeville en 1 acte, avec Beauvallet, 1856
- Manon de Nivelle, vaudeville en 3 actes, 1856
- Les Cosaques, drame en 8 tableaux, avec Charles Cabot, 1857
- Suivez le monde !, revue de 1857 en 3 actes et 20 tableaux, avec Ernest Blum et Flan, 1857
- Les Poètes de la treille, chanson en 3 époques, 1857
- Le Gardien des scellés, vaudeville en 1 acte, avec Clairville et Mercier, 1857
- Le Poignard de Léonora, pièce en 2 actes et 4 tableaux, mêlée de chant, avec Clairville, 1857
- Rompons !, opérette-bouffe en 1 acte, avec Jautard, 1857
- Le Borgne à la représentation de l'Aveugle, ou le Père de l'aveugle aveuglé par un aveuglément aveugle, 1857
- Allez vous asseoir, revue de 1858 en 3 actes et 16 tableaux, précédée de As-tu vu la lune ?, prologue en 2 parties, avec Jules Renard, 1858
- La Dette de Jacquot, opérette en 1 acte, 1858
- Pan, pan ! c'est la fortune !, comédie en 1 acte, avec Varin et Thiéry, 1858
- Le Roi de la gaudriole, opérette en 1 acte, avec Charles Bridault et Alexandre Flan, 1858
- Un duo de capons, rencontre nocturne, saynète musicale en 1 acte, 1858
- Fra Diavolino, opérette en 1 acte, avec Charles Bridault, 1858
- Les Talismans de Rosine, vaudeville en 2 actes, avec Flan, 1858
- Le Naufrage de La Pérouse, drame en 5 actes et 9 tableaux, avec Adolphe d'Ennery et Thiéry, 1859
- La Course aux canards, vaudeville en 3 canards, avec Henri Thiéry, 1859
- Les Premières Armes de Fanfan la Tulipe, vaudeville en 1 acte, avec Clairville, 1859
- Ot' toi d'la !, ronde, 1859
- Les Enfants du travail, pièce populaire mêlée de chant, en 3 actes et 9 tableaux, avec Clairville, 1859
- La Toile, ou Mes quat'sous, revue de 1859, en 3 actes et 20 tableaux, précédée de Le Royaume de Comus, prologue en 2 parties, avec Renard, 1859
- Chamarin le chasseur, comédie-vaudeville en 1 acte, avec Varin et Thiéry, 1860
- La Nouvelle Madame Angot au sérail de Constantinople, pièce en 3 petits actes, 1860 (lire en ligne sur Gallica)
- Les Chasseurs de pigeons, vaudeville en 3 actes, avec Paul Avenel, 1860
- Quelle mauvaise farce !, vaudeville en 1 acte, avec Alexandre Guyon et Gustave Harmant, 1860
- L'Histoire d'un drapeau racontée par un zouave, complainte en trop de couplets, avec Cabot, 1860
- Modiste et Modeste, vaudeville en 1 acte, avec Avenel, 1860
- Les Recruteurs, opéra-comique en 3 actes et 4 tableaux, 1861
- Ce scélérat de Poireau !, vaudeville en 1 acte, avec Clairville et Pol Mercier, 1862
- Le Minotaure, vaudeville en 1 acte, avec Clairville et Henry de Kock, 1862
- De Paris en Chine, ou Je ne suis pas Tissier, voyage en 4 stations, avec Varin et Thiéry, 1863
- Le Carnaval des canotiers, vaudeville en 4 actes, avec Thiéry et Adolphe Dupeuty, 1864
- Le Petit Journal, pièce en 4 actes et 12 tableaux dont un prologue, 1864
- On lit dans l'Akhbar..., vaudeville en 1 acte, avec William Busnach, 1864
- Zut... au berger !, revue de l'année 1864, en 3 actes et 7 tableaux, dont un prologue, avec Flan, 1864
- En classe ! Mesdemoiselles, folie-vaudeville en 1 acte, avec Dupeuty, 1864
- Les Chevaliers de la roulette, écrit avec Jules Cardoze, théâtre Dejazet, septembre 1864[3].
- Les Supplices des femmes, revue fantaisiste en 3 actes et 6 tableaux, avec Victor Koning, 1865
- Les Vieux Glaçons, parodie des Vieux Garçons  (de Victorien Sardou), en 2 actes, en 4 tableaux, avec Alexandre Flan, 1865
- L'Événement, grande actualité en 5 actes et 12 tableaux, 1866
- Gabriel Lambert, drame en 5 actes et un prologue, avec Alexandre Dumas, 1866
- Nos bonnes villageoises, parodie en 2 actes et 3 tableaux, 1866
- La Bonne Aventure, ô gué !, revue de l'année 1867, en 3 actes et 8 tableaux, 1867
- Le Royaume de la bêtise, fantaisie en 3 actes et 8 tableaux, 1867
- L'Héritage du postillon, opérette en 1 acte, avec Francis Tourte, 1867
- A la barque, à la barque !, revue de l'année 1868, en trois actes et dix tableaux, 1868
- La Fleur des saphis, fantaisie-vaudeville en 2 actes, 1869
- La Chiffonnière !, chanson réaliste, 1869
- Madame Angot et ses demoiselles, fantaisie musicale en 1 acte, 1873
- Bobino vit encore, revue en trois actes, 1873
- Loup, y es-tu ?, grande revue de l'année 1876, en 4 actes et 8 tableaux, 1876
- Paris-mondain, ronde, 1880
- Fenêtres et jalousies, opérette en un acte, 1882
- La Chanson des écus, opérette en 1 acte, 1883
- Fenêtres et Jalousies, opérette en 1 acte, 1883
- Une date immortelle !, souvenir d'un grand jour, avec Alphonse Lemonnier, 1884
- Le Petit Spahi, opérette, avec Louis Péricaud, 1885
- La Question tonkinoise, saynète bouffe, avec Péricaud, 1885
- Il reviendra, revue en 3 tableaux de l'année 1887, avec Guillaume Livet, 1887[4]
- Les Sabines, opérette en 1 acte, 1890
- Confections pour dames, opérette en 1 acte, 1899
- Dans la Déche, opérette en 1 acte, non datée
- Le Médaillon d'Yvonne, opérette de salon en 1 acte, non datée, avec Henri Thiéry, musique de Frédéric Lentz (lire en ligne sur Gallica)